# ギルダス

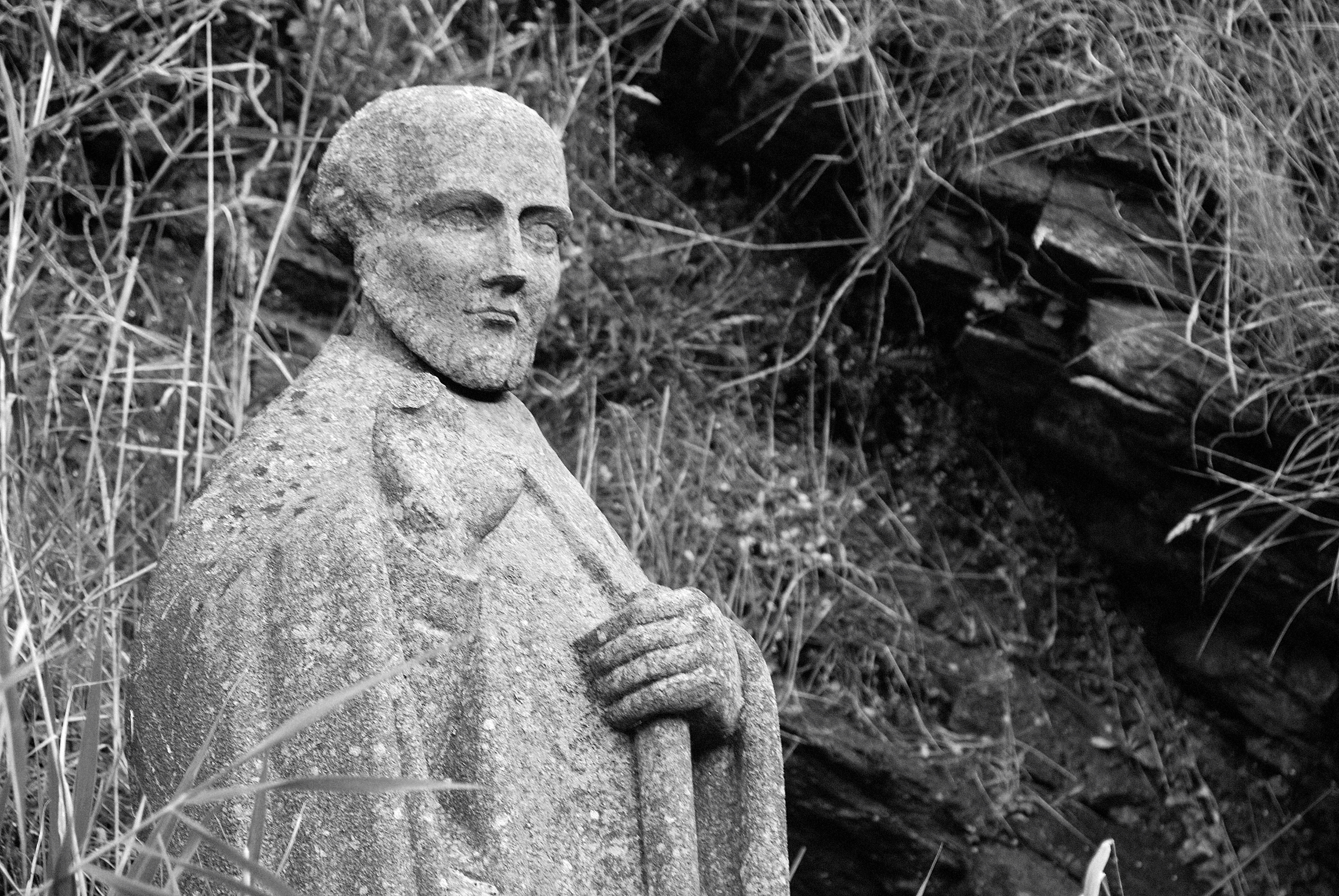
ブルターニュに現存する聖ギルダスの像

ギルダス（Gildas、494年または516年 - 570年）は6世紀、イングランドのケルト系キリスト教の高位僧。その知識と文才により「賢明なるギルダス（Gildas Sapiens）」と呼ばれる。司祭として、彼は修道の道の理想を筆に記した。彼の手紙の断片により彼は戒律を手がけた事が分かっているが、この戒律は同時代人であった聖デイヴィッドのものより厳格さにおいていくばくか緩やかなものであり、戒律の違反に対して適切な苦行を課していた事が分かっている。また彼の著作『ブリトン人の没落（De Excido Britanniae）』は、詩文調のため年代など不確実な点も多いが、史料の少ない七王国時代の同時代史としての情報を現在の我々に提供している。

## 伝承
ギルダスと呼ばれる者の伝記は2つ残っている。ひとつは9世紀の、恐らくはブルターニュのリュイス（Rhuys）にいた修道僧、もうひとつはモンマスのジェフリーの友人でもあったスランカーファンのカラドックが12世紀半ばに自らの書に記した人物である。カラドックはこの人物に関して全くブルターニュとは関連付けてはいない。この事から、この2人のギルダスは全く関連のない別人と考える学者もいるが、同時にこの2つの伝記の記述の詳細を比べてみると互いの不足分を補う関係である事も指摘されている。

### リュイスの聖ギルダス伝
最初に彼の記述が見受けられるのは名もなき文書の断片からである。そこにはギルダスはカウヌス族（Caunus、またはCawとも）の息子であり、アレクルタの生まれだと記されている。後に聖人となる聖サムソンとアウレリウスのパウルスとともに彼は聖ヒルドゥトゥス（聖イルトゥード）のもとで預けられ、教育を施された。後に彼はイレン（Iren）と呼ばれたアイルランド島に渡り、そこで勉学に努めた。司祭に任命されてからはブリテン島北部に渡り、異教徒への伝道に努めた。聖ブリジッドがギルダスにみしるしを所望したところ、彼は鈴を作りそれを授けたと言う。アイルランド全土の王アインメルクス（アインメレ、566年 - 569年）が彼に教会の秩序を再建するように求められると、かれはその通りにした。また彼はローマとラヴェンナを訪れた事もあると言う。
ブルターニュに赴くと彼はリュイスと呼ばれた島に居を構えると、そこで隠遁生活を営み、またこの地に彼は小礼拝堂を築いたと言われる。ブリテン島を去って10年後に彼は書簡集を認め、そこにはブリトン人の5人の王がいた事を記している。1月29日、彼はリュイス島で死去、彼の遺志に基づいて遺体は小船に乗せられ海に流された。3ヶ月の後にリュイス島の住人が彼の船を入り江で見つけたが、彼の遺体は生前のままであったと言う。そして彼らによって彼の遺体はリュイスに戻され、埋葬された。

### スランカーファンのカラドックによる聖ギルダス伝
モンマスのジェフリーの影響を受け、または彼を通じてパトロンであるノルマン貴族の影響を受けていたであろうと思われるスランカーファンのカラドックはギルダスに関して描写が異なり、彼がガッリアにて教育を受けた事、また彼は晩年にはグラストンベリー近くに住み、この地のグラストンベリー大聖堂で葬られた事を記している。一部の学者からは彼がこの地で埋葬されたという記述は大聖堂側のプロパガンダの類であろうと考えられている。
カラドックはアーサー王伝説を絡ませてこう記述している。「夏の国」の王メルワスによって王妃グイネヴィアがグラストンベリーにある砦に誘拐され、即座にアーサー王が駆けつけ砦を包囲したと言う。彼はこの時敵対する両者との間の調停に奔走したギルダスの模様を描いている。ギルダスはここで両者の調停に成功し、グイネヴィアは解放され、アーサーは和平を結んだと言う。またカラドックが記すには、ギルダスの兄であったフアイル・アプ・カウ（Huail ap Caw）はアーサーに対して反旗を翻し、殺されたと言う。この時ギルダスはアイルランド、アーマー（Armagh）の伝道のため不在で、この知らせを聞いた彼はこれを深く悲しんだと書いている。

### その他の伝承
北ウェールズのルシン（Rithin）は、ギルダスの兄であったフアイルが斬首された場所とされ、町の広場には斬首台となった石があるという伝承がある。ギルダスのもう一人兄弟チェリュン・アプ・カウ（Celyn ap Caw）がいたが、彼はアングルシー島の銅山を越えたグイネッズ国の北部沿岸部ガース・チェリュン（Garth Celyn）を勢力下としていた。
ギルダスは「ロリカ（Lorica）」または「ブレストプレート（Breastplate）」という賛美歌の中で、悪から解放される祈り人として描かれ、またこの賛美歌にはヒベルニアのラテン文学において興味深い事例がいくつか含まれてもいる。またある格言が写本集『Llanstephan MS27』の写本「Englynion y Clyweid」の中にあり、「Gildas mab y Gaw」から発せられたものと書かれている。
また古来の記述にはギルダスには3人の息子と一人の娘がいたと伝えられる。その名は初期の資料には「ギルダスのグィンノク（Gwynnog ap Gildas）」「ギルダスのノエソン（Noethon ap Gildas）」、娘は「ドルガー（Dolgar）」となっている。また後の時代になると資料にもう一人「テュテッチ（Tydech）」という名の息子が現れる。信憑性は疑わしいが、ヨロ・モルガヌグ（Iolo Morganwg）は聖チェニッズ（St.Cenydd）もギルダスの息子としている。
中世史学者のデビット・ダンヴィル教授は聖コルンバの師匠であったフィンドバールのウェンニアヌス（Vennianus of Findbarr）の師匠であったのではないかと指摘している。

## 『ブリトン人の没落』
彼の残した『ブリトン人の没落（De Excido et Conquestu Britanniae）』は3つの構成から成っており、彼の同時代の出来事を聖俗問わずに書き残している。

### 第一部
第一部はギルダス自身が自分の執筆について述べ、手短にローマ時代のブリタンニアの事を、そのプリンケプスによる征服からギルダスの時代まで物語形式で語っている。

### 第二部
第二部では冒頭にこう書かれている。
| 「 | 「ブリテン島には王たちはいたが、彼らは暴君であった。裁断は下したが、分をわきまえていなかった」 | 」 |

その中で彼は5人のブリテン島の統治者の伝記を書き留めている。彼が残した暴君の5人とは：
- ドゥムノニアのコンスタンティン（Constantine of Dumnonia）
- アウレリウス・カニヌス（Aurelius Caninus）
- デメテのウォルティポリウス（デュフェズとも）（Vortiporius of Demetae）
- 「熊の家[4]の」クネグラスス（Cuneglasus）
- マニョクヌス（Maglocunus）ないしメルグィン（Maelgwn）と呼ばれた人物

を挙げている。ギルダスは例外なくこの統治者を全て残酷、強欲、罪多き生涯を送ったと弾劾している。

### 第三部
第三部はこのような記述から始まっている。
| 「 | ブリテン島には司祭がいたが、彼らは愚かであった。多く聖職者がいたが、恥知らずであった。僧侶もいたが、彼らは悪賢い略奪者であった」 | 」 |

そしてギルダスは自分の時代の聖職のあり様に悲嘆を述べているが、ここでは具体的な名は挙げられてはいないので、この時代のキリスト教教会の歴史がどのようなものであったかは語られていない。

### 資料的価値
ギルダスの『ブリトン人の没落』は、直接に歴史事項を書かれていたわけではないが、歴史学者から非常に重要なものとしての位置づけをされている。これはこの時代の同時代人の近いブリトン人として書かれた、5世紀、6世紀を記した現存する資料としては唯一のものである。通常この書物が書かれた時代は540年代の内とされていたが、現在ではもっと早い時期のもの、すなわち6世紀初頭以前、の可能性もある事が分かっている。
この書に書かれた描写、国土が侵略者に荒らされ、腐敗、堕落した指導者の無法さといった描写は何世紀もの間学者たちの間で現実にあった事であるとして受け入れられてきた。
後世の人々はこの時代に蛮族がローマ人の築いた文明を侵略、破壊したと当然に思っていたし、またこの時徹底的な破壊がイングランドにロマンス語が根付かなかった理由付けにもなった。すなわちローマの支配を受けていたはずのイングランドがラテン語とは言語学的にそれほど近い関係でない英語を話すようになった理由の説明もできた。しかしながらギルダスがこのように描写した意図として旧約聖書の預言に即して同時代の出来事を書いており、決して後代の資料のために書いたものではなかった事は留意しなければならない。ギルダスはハドリアヌスの長城を記述しているが、非常に不正確な描写をしており、また彼の伝えたい事とは関係ない詳細は記述されてはいない。
そのような短所は見受けられるが、『ブリトン人の没落』は中世の資料としてだけではなく、6世紀から現存しているブリテン島で書かれた数少ない資料としてイングランドの歴史としても重要なものである事には変わりない。
またギルダスは著述の中で、彼の生まれた年にバドン山の戦いが起こったと書いている。カンブリア年代記には彼の死は570年とされている。しかし『ティゲルナッハ年代記（Annales of Tigernach）』には569年となっている。